# Stadtbezirk Innenstadt-Ost (Dortmund)
Der Stadtbezirk Innenstadt-Ost als einer der drei Innenstadtbezirke Dortmunds umfasst die östlichen und südlichen Randbezirke der City. Zum Stadtbezirk gehören die Stadtteile Kaiserbrunnen, Ruhrallee, Körne und  Westfalendamm.
Hier finden sich vor allem urbane Wohnviertel mit Einkaufsstraßen von lokaler und stadtweiter Bedeutung, wie etwa das Kaiserviertel oder das Saarlandstraßenviertel, die beide Ende des 19. Jahrhunderts entstanden sind. Zwischen Hamburger Straße und Kaiserstraße befindet sich das Gerichtsviertel mit Amtsgericht und Landgericht. Nördlich der Hamburger Straße, an der Lübecker Straße, liegt die Justizvollzugsanstalt Dortmund, umgangssprachlich Lübecker Hof genannt. Südlich der Kaiserstraße erstreckt sich ein ehemals großbürgerliches Wohnviertel mit einer Vielzahl repräsentativer Unternehmervillen aus dem Anfang des 20. Jahrhunderts. Hier sind das imposante Gebäude des ehemaligen Landesoberbergamts Dortmund, wie auch das italienische Konsulat zu finden. Auch die orthodoxe Jüdische Kultusgemeinde Dortmund mit 4200 Mitgliedern und der dazugehörige Kindergarten sind hier beheimatet.
Es gibt aber auch Wohnviertel im Stadtbezirk, die durch viel Grün und großzügige Einfamilienhäuser geprägt sind, wie etwa die Gartenstadt. Während die anderen Stadtteile wegen ihres durchweg innerstädtischen Charakters optisch nur schwer voneinander zu unterscheiden sind, hat sich der Stadtteil Körne seine teilweise eigenständigen Strukturen bis heute erhalten können.
Obwohl flächenmäßig der kleinste Stadtbezirk in Dortmund, gehört die Innenstadt-Ost mit etwa 57.000 Einwohnern (Stand 2020) zu den bevölkerungsreichsten Stadtbezirken. Der Stadtbezirk weist seit 1999 Wanderungsgewinne (mehr Zuzüge als Fortgänge) auf und verfügt mit 31.831 Wohnungen (Stand 1995) zudem über das größte Wohnungsangebot.
Die größte Parkanlage in Dortmund, der Westfalenpark, gehört zur Innenstadt-Ost, genauso wie der historisch bedeutsame Ostenfriedhof, auf dem sich neben dem Grab der Kochbuchautorin Henriette Davidis auch einige Grabsteinarbeiten und Skulpturen des Bildhauers Benno Elkan befinden.
Der Stadtbezirk wird durch die S-Bahn-Linie S4, die Stadtbahnlinien U41, U43, U45 und U47 sowie diverse Buslinien erschlossen. Mit dem Westfalendamm führt eine der am stärksten befahrenen Straßen Deutschlands (> 140.000 Kfz pro Tag) durch diesen Stadtbezirk. Derzeit ist eine Untertunnelung im Bereich zwischen der Kreuzung Märkische Straße und der B 236 geplant.

## Statistik
Zum 31. Dezember 2024 lebten 59.065 Einwohner im Stadtbezirk Innenstadt-Ost.
Struktur der Bevölkerung:
- Bevölkerungsanteil der unter 18-Jährigen: 12,9 % [Dortmunder Durchschnitt: 16,2 % (2018)][2]
- Bevölkerungsanteil der mindestens 65-Jährigen: 20,2 % [Dortmunder Durchschnitt: 20,2 % (2018)][3]
- Ausländeranteil: 20,1 % [Dortmunder Durchschnitt: 22,3 % (2024)][4]
- Arbeitslosenquote: 8,3 % (Dortmunder Durchschnitt: 11,0 %)[5]

## Kultur und Sehenswürdigkeiten

### Bauwerke
Die Denkmalliste der Stadt Dortmund umfasst im Stadtbezirk Dortmund-Innenstadt-Ost 108 Baudenkmale, darunter 83 Wohnhäuser, Villen oder Wohnsiedlungen, neun öffentliche Gebäude, sechs Wohn- und Geschäftshäuser, drei Sakralbauten, je zwei Kleindenkmale, Industrieanlagen und Friedhöfe oder Parkanlagen sowie ein Geschäftshaus.